# Dörgenhausen

Dörgenhausen (Luftbildpanorama)

Dörgenhausen, obersorbisch Němcyⓘ, ist ein Ortsteil der Stadt Hoyerswerda in der sächsischen Lausitz. Mit 697 Einwohnern ist es der fünftgrößte Ortsteil von Hoyerswerda. Es ist 5,46 Quadratkilometer groß und zählt zum offiziellen sorbischen Siedlungsgebiet in der Oberlausitz. 

## Geschichte
Der Ort an der Schwarzen Elster und dem Vincenzgraben wurde 1248 anlässlich der Gründung des Klosters St. Marienstern erstmals urkundlich erwähnt.
Dörgenhausen wurde am 1. Juli 1998 nach Hoyerswerda eingemeindet.
Die Christus-König-Kapelle wurde in den Jahren 1952–1953 auf Initiative einiger Landwirte und durch Mithilfe der Gläubigen der Gemeinde erbaut. Der Bau ist 20 m lang und 10 m breit. Sie besitzt einen gotischen Flügelaltar aus der Zeit vor der Reformation. Das Mittelteil ist 1,40 × 1,65 m groß und stellt die Mutter Gottes mit ihrem Sohn auf dem Schoß dar. An den Seiten sind der hl. Nikolaus und die hl. Barbara abgebildet.
Die Bockwindmühle Dörgenhausen wurde 1707 in Tschausdorf-Plau errichtet und 1920 zerlegt, nach Dörgenhausen gebracht und wieder aufgebaut. Von 1922 bis 1942 war sie zur Lohnmüllerei in Betrieb. 

## Bevölkerung und Sprache
Bis heute wird in Dörgenhausen auch Sorbisch gesprochen. Arnošt Muka ermittelte für seine Statistik der Lausitzer Sorben 1884/85 eine Gesamteinwohnerzahl von 307, davon 288 Sorben (94 %) und 19 Deutsche.

## Bilder

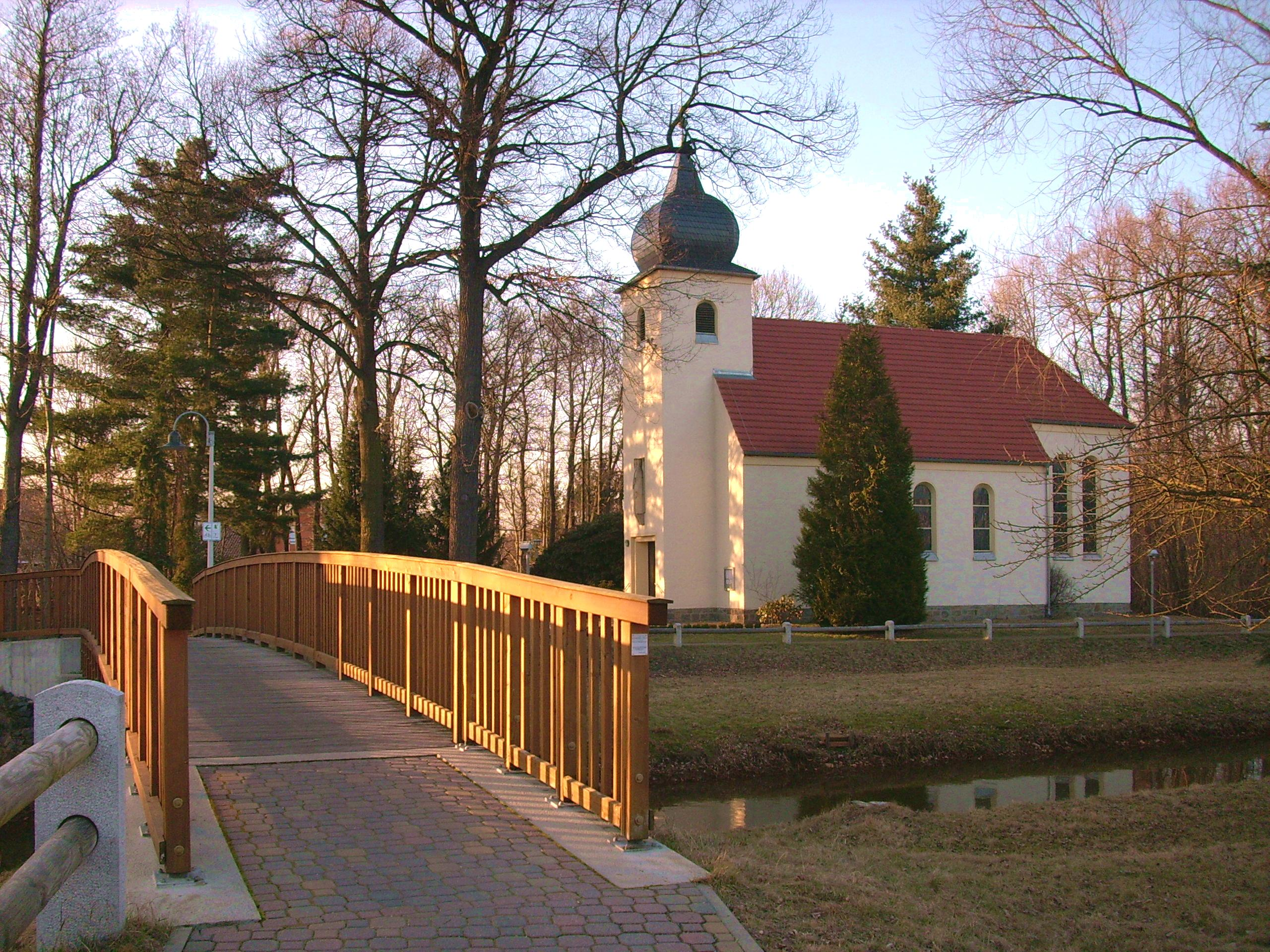
Christus-König-Kapelle Dörgenhausen
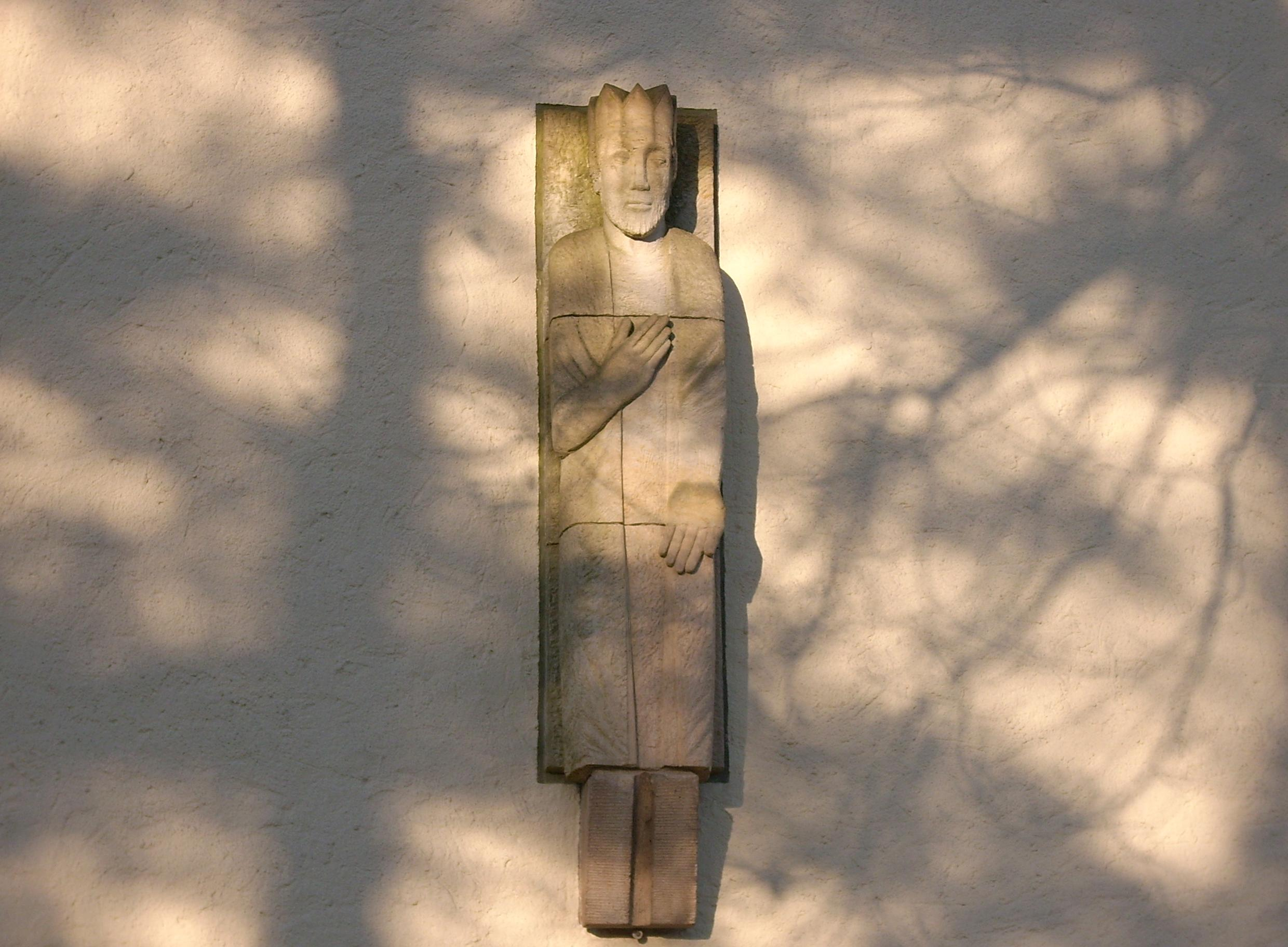
Heiligenfigur an der Kapelle
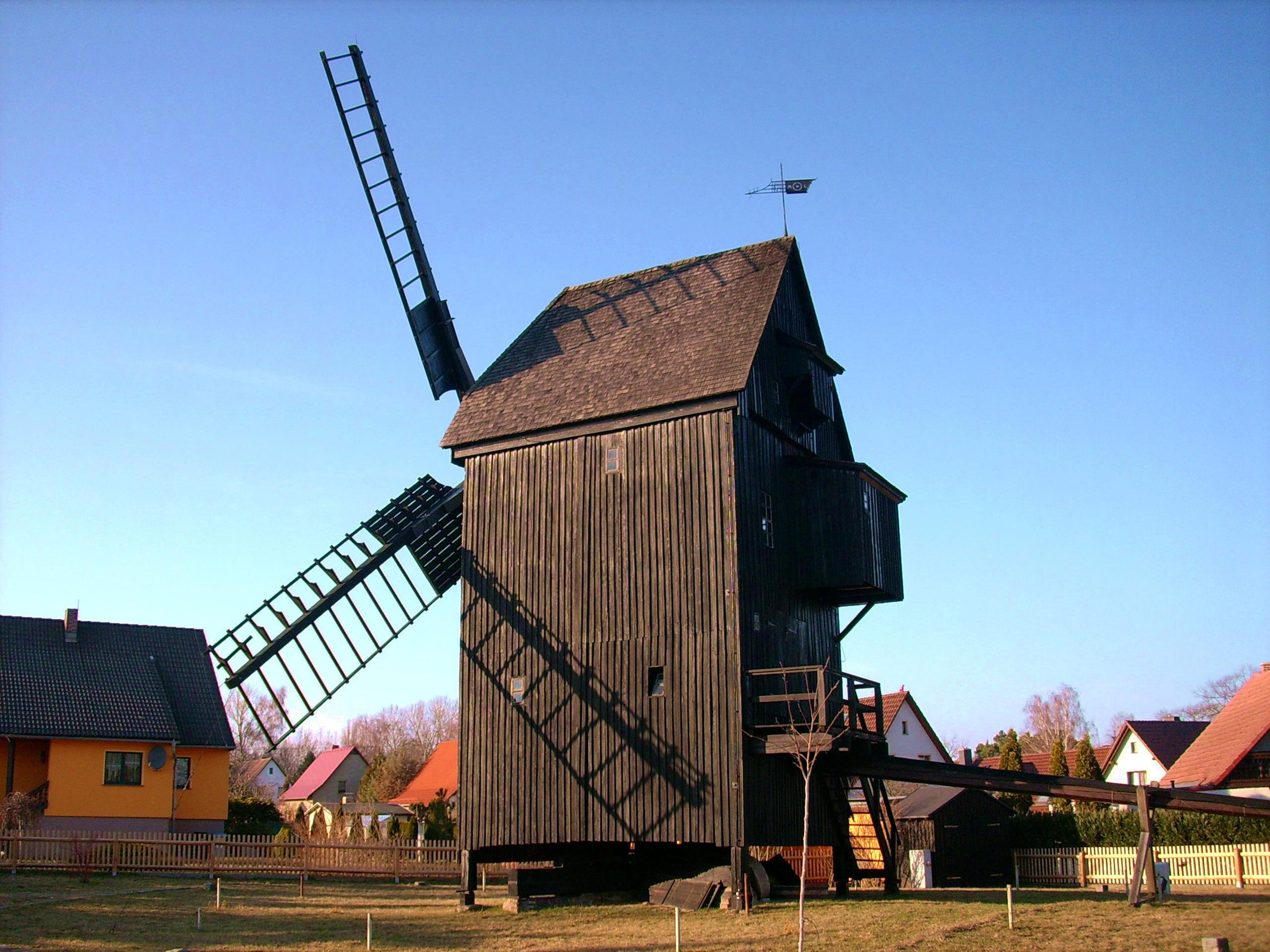
Die Bockwindmühle Dörgenhausen
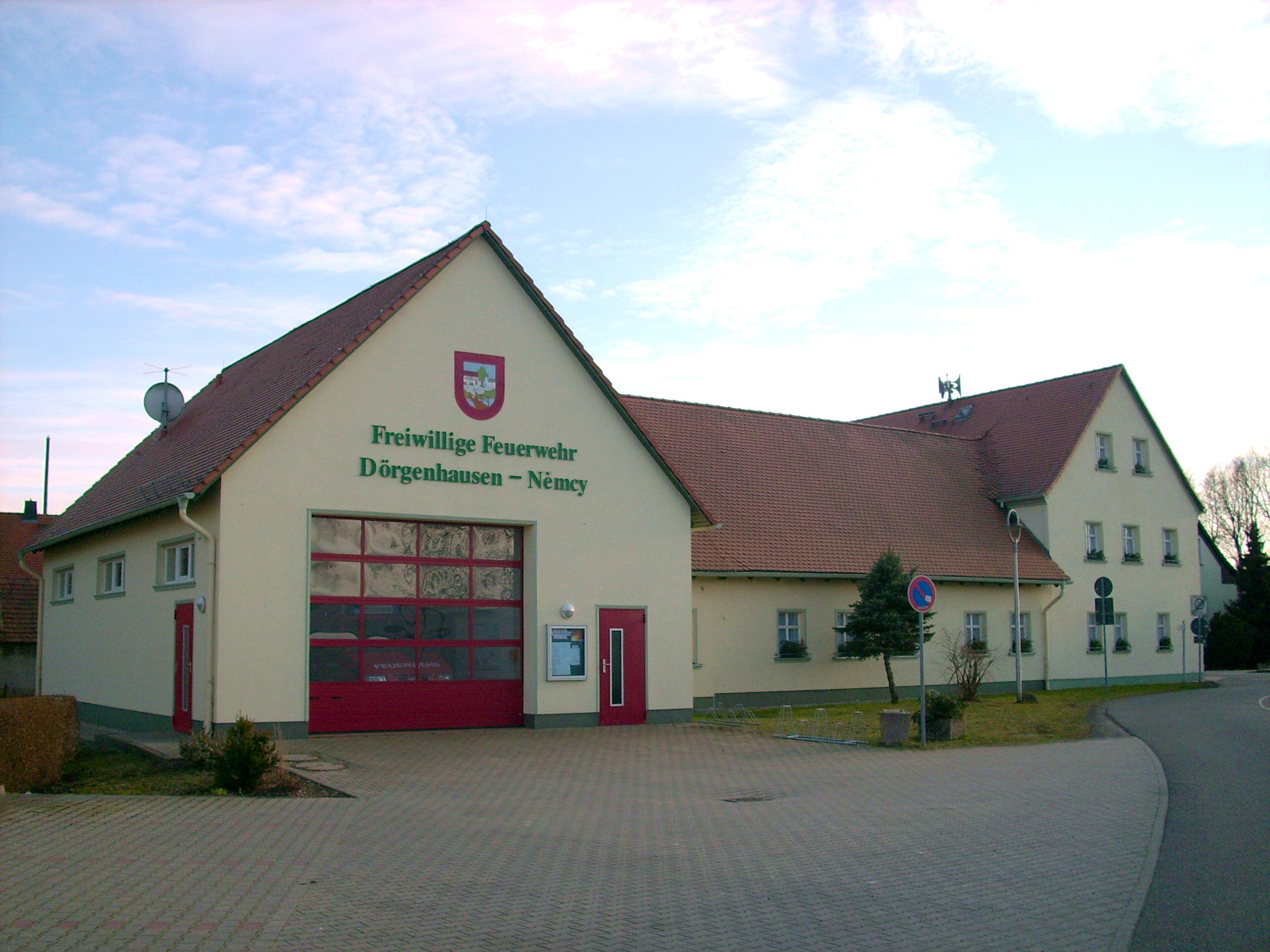
Zum Wehr (Freiwillige Feuerwehr Dörgenhausen-Němcy)
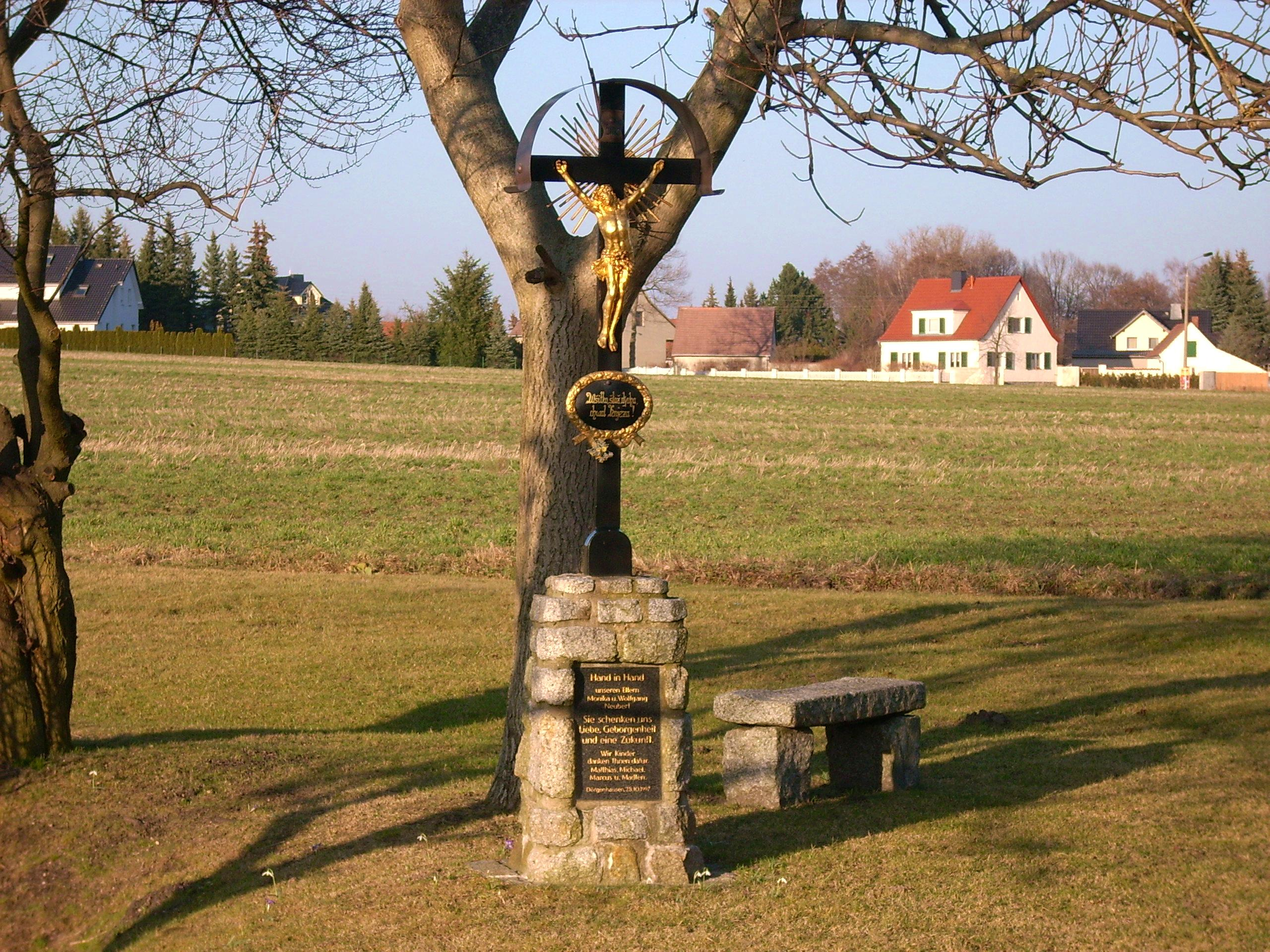
Kruzifix, Am Feldrain